# ألونسو زامورا فيسنتي
ألونسو زامورا فيسنتي (بالألمانية: Alonso Zamora Vicente) (و. 1916 – 2006 م) هو معجمي، وكاتب، وأستاذ جامعي، وباحث في الرومانسية إسباني، ولد في مدريد، كان عضوًا في الأكاديمية الملكية الإسبانية، وكان عضوًا في الأكاديمية الملكية الغاليسية، توفي في مدريد، عن عمر يناهز 90 عاماً.

## مناصب
تولى منصب بروفيسور
.

## جوائز
حصل على جوائز منها:
- الجائزة الوطنية للرواية